# アルプス山脈 (月)
アルプス山脈（アルプスさんみゃく、Montes Alpes）は、月の表側にある山脈であり、月の北部に位置する。1647年にポーランドの天文学者、ヨハネス・ヘヴェリウスが、ヨーロッパ中央部を東西に横切る山脈、アルプス山脈にちなんで命名した。

## 概説
アルプス山脈は、カッシーニの北西約50キロメートルに位置するアガシ岬から北西方向へと連なる複数の山岳の総称であり、プラトンの周壁東部まで続いている。全長は約281キロメートル、標高は1.8キロメートルから2.4キロメートル。アルプス山脈の北西の端には、プラトン峡谷と呼ばれる深い谷が走っている。
アルプス山脈は雨の海の北東の沿岸に位置し、アルプス山脈の西方には広大で月の海が広がっている。アルプス山脈の東部は、高いアルベドを持った地形で形成されている。
アルプス山脈の北西の端から90キロメートルほど南東へ進んだ地域には、アルプス峡谷と呼ばれる深い谷が走っており、アルプス山脈を北西部分と南東部分に分離している。アルプス峡谷はアルプス山脈から北東方向に伸びており、裂け目はアルプス山脈の北方に広がる氷の海にまで達している。アルプス峡谷の全長は約180キロメートル、最大幅は20キロメートルに達する。アルプス峡谷のすぐ東、アルプス山脈の北東部分にはトルーヴェロが位置している。
アルプス山脈の南東の端から90キロメートルほど北西へ進んだ地点には、ブラン山が位置しており、アルプス山脈の最高峰としてそびえている（標高約3.6キロメートル）。ブラン山とアガシ岬との間にはドヴィル岬が位置しており、アガシ岬の南西の雨の海の洋上には高さ約2.3キロメートルのピトン山が位置している。